# Insoumise
Insoumise (фр. Librairie l'Insoumise) — анархистский и либертарный книжный магазин в Монреале.

## История
С конца 1970-х годов Alternative bookshop переехал и арендовал помещение в этом месте. Некоммерческая ассоциация (известная под аббревиатурой AEELI), которая в настоящее время владеет книжным магазином Insoumise, была образована в 1982 году и купила здание годом позже, тем самым обеспечив, что книжный магазин может продолжать работать, не платя высокую арендную плату в центре города.
Французское название книжного магазина l’Insoumise означает «непокорный», уничижительное прозвище, данное Луизе Мишель власть имущими; она была французским анархистом и участницей Парижской коммуны.
Insoumise находится в центре города на бульваре Сен-Лоран. Он открылся в ноябре 2004 года, через несколько месяцев после закрытия Alternative bookshop. Книжный магазин специализируется в основном на французской и англоязычной литературе по анархизму, экологии, зеленому анархизму, примитивизму, труду, борьбе с репрессиями, этнологии, антропологии, истории, экономике, анархистской литературе, искусству и художественной литературе с позиций, имеющих отношение к анархизму.
Книжный магазин управляется самостоятельно комитетом книжного магазина (comité libraire), уполномоченным некоммерческой организацией. Он открыт для отдельных анархистов или анархистских проектов дистрибьюции, через их делегатов. С 2004 года подавляющее большинство монреальских анархистских дистрибьюторов, писателей и издательских проектов стали активными участниками или оставляют свои материалы на консигнации.
В том же здании, что и книжный магазин, находится библиотека для сдачи книг и читальный зал DIRA (документы, информация, резюме и архивы).